# Спикернелл, Дерек
Дерек Гарланд Спикернелл (англ. Derek Garland Spickernell; 1921—2009) — британский контр-адмирал, занимал пост вице-президента Международной организации по стандартизации (ISO) в 1986—1988 годах, считается «отцом» серии стандартов ISO 9000.

## Биография
Дерек Гарланд Спикернелл родился 1 июня 1921 года в семье коммандера Сидни Гарланда Спикернелла (1886—1940).
Перед самым началом Второй мировой войны Дерек Спикернелл был принят в Королевский военно-морской инженерный колледж, основанный в 1880 году в районе Кейхэм в Плимуте, рядом с верфью и военно-морской базой Девонпорт. В 1942 году Спикернеллу было присвоено звание лейтенанта, и он был направлен для службы на минный заградитель класса Abdiel действовавший в Средиземном море, а затем воевал на подводной лодке Tally-Ho (P317) под командованием капитана Лесли Беннингтона (1912—1981). После войны Дерек Спикернелл служил на подводных лодках типа Telemachus (P321) и Alcide (P415). 
С 1951 года он отвечал за строительство и обслуживание подводных лодок в Портсмутской верфи, а в 1960 году был назначен заместителем капитана-суперинтенданта исследовательского центра подводного вооружения (AUWE) в Портленде. С 1967 по 1970 год Спикернелл был заместителем директора отдела морского судового производства в Бате, с 1970 года работал исполнительным директором Совета по обеспечению качества Министерства обороны. В 1971 году Дереку Спикернеллу было присвоено звание контр-адмирала. 
В 1975 году Спикернелл познакомился с Бобом Фейлденом (1917—2004), известным английским инженером, занимавшим пост директора Британского института стандартов (BSI). Спикернелл перешёл на работу в BSI вначале техническим директором, а с 1981 по 1986 годы возглавлял эту организацию. Дерек Спикернелл был тем человеком, благодаря которому стандарты Министерства обороны для обеспечения качества Def Stan 05-21 «Quality control system requirements for industry» и Def Stan 05-24 «Inspection system requirements for industry» попали в BSI, и который энергично способствовал внедрению заложенных в них принципов в повсеместную управленческую практику. Адаптация этих стандартов привела к появлению и публикации в 1979 году стандарта BS 5750, который стал основой международных стандартов серии ISO:9000. С 1986 по 1988 год Спикернелл был вице-президентом Международной организации по стандартизации (ИСО) в Женеве. Дерек Гарланд Спикернелл умер 14 мая 2009 года, в возрасте 87 лет.
7 июня 1974 года королева Елизавета II пожаловала контр-адмирала Спикернелла рыцарем (Companion) Почётнейшего ордена Бани.

## Личная жизнь
Спикернелл женился на Урсуле Мани (Ursula Money) в 1946 году (умерла в 1997 году), в этом браке родились сын и дочь. В 1998 году он женился вторично.